# Stegodibelodon schneideri
Stegodibelodon schneideri (лат.) — вид вымерших млекопитающих из семейства слоновых, подсемейства Stegotetrabelodontinae, единственный в роде Stegodibelodon.

## Описание
Вид описан французским палеонтологом Ивом Копенсом. Ископаемые остатки обнаружены в Африке (Чад и Эфиопия). Они известны с миоцена по плиоцен (11,62—2,59 миллионов лет назад). Типовой образец вида не указан, в качестве типа используется фрагмент черепа. Он обнаружен в плиоценовых отложениях, в окрестностях населённого пункта Kolinga (Чад). Из-за отсутствия нижних резцов у взрослой формы и плохо развитой срединной щели задних моляров окаменелости были отнесены к новому роду Stegodibelodon. Симфиз нижней челюсти расширенный. Форма челюсти Stegodibelodon является промежуточным состоянием между таковым у рода Stegotetrabelodon с четырьмя бивнями и двухбивневых (дибелодонта) и полностью короткобивневых слонов.